# إيان برايتويل
إيان برايتويل (بالإنجليزية: Ian Brightwell)‏ هو مدرب كرة قدم ولاعب كرة قدم بريطاني في مركز الدفاع، ولد في 9 أبريل 1968 في Lutterworth ‏ في المملكة المتحدة. شارك مع منتخب إنجلترا تحت 21 سنة لكرة القدم. أما مع النوادي، فقد لعب مع بورت فايل وستوك سيتي وكوفنتري سيتي وماكليسفيلد تاون ومانشستر سيتي ونادي والسول.

## وصلات خارجية
- إيان برايتويل على موقع قاعدة بيانات كرة القدم.إي يو (الإنجليزية)
- إيان برايتويل على موقع Soccerbase.com (لاعب) (الإنجليزية)
- إيان برايتويل على موقع Soccerbase.com (مدرب) (الإنجليزية)
- إيان برايتويل على موقع عالم كرة القدم.نت (الإنجليزية)